# Helmuth von Pannwitz
Helmut von Pannwitz (14. října 1898 ve vesnici Bodzanowice, Německé císařství – 16. ledna 1947 v Moskvě, SSSR) byl Nejvyšší pochodový ataman všech kozáckých armád, který byl popraven v Moskvě jako válečný zločinec.

## Mládí
Narodil se v pruské rodině na panství v nynějším polském Slezsku. Jeho otec patřil ke starému rodu Pannwitzů, ale matka Gerta (rozená Retterová) šlechtického původu nebyla. Vystudoval pruskou junkerskou kadetní školu. Jako chlapec byl častým divákem přehlídek kozáckých vojsk v sousedním carském Rusku.

## První světová válka
Na frontu první světové války se přihlásil dobrovolně po dovršení 16 let rovnou z kadetní školy a byl nasazen na západní frontě. Za statečnost v boji získal Železný kříž druhé (1915) i první třídy (1917). První světovou válku ukončil jako poručík, na kterého byl povýšen již 22. března 1915.

## Mezi světovými válkami
Po porážce Německého císařství byl demobilizován, ale odmítal se smířit s novými pořádky panujícími v zemi, a proto se stal členem Freikorps. V jejich řadách se zapojil do bojů ve Slezsku proti Polákům a také do Kappova puče. Po jeho potlačení byl podezříván z účasti na vraždě sociálního demokrata Bernharda Schottländera, a proto se před vyšetřováním ukryl v Polsku.
Po návratu zpět v roce 1923 se stal jedním z vůdců tajné vojenské organizace Černý Reichswehr (německy Schwarze Reichswehr), která bojovala proti Výmarské republice. V řadách této organizace se údajně měl podílet na vraždách politických odpůrců a podporovatelů výmarského režimu, ale to mu nikdy nebylo soudně prokázáno. Z obav z obvinění se stáhl do Polska, kde působil jako šafář na různých velkostatcích v letech 1926 - 1931.
V roce 1931 se po vyhlášení amnestie opět vrátil do Německa, kde vstoupil do SA. V SA dosáhl hodnosti Stabsführer a v roce 1934 se stal v SA velitelem jízdní eskadry. Díky spolupráci s gestapem sehrál ve Slezsku hlavní roli v potlačení údajného Röhmova puče, tzv. Noci dlouhých nožů. Za to byl přijat do NSDAP.
V roce 1935 znovu vstoupil do armády a v hodnosti rytmistra velel jízdní eskadře u 2. jízdního pluku v Angerburgu (nynější Węgorzewo) ve východním Prusku (nynější Polsko).
V roce 1938 po připojení Rakouska byl pověřen velením oddílu 11. jízdního pluku umístěného u Vídně a zároveň byl povýšen do hodnosti majora.

## Druhá světová válka

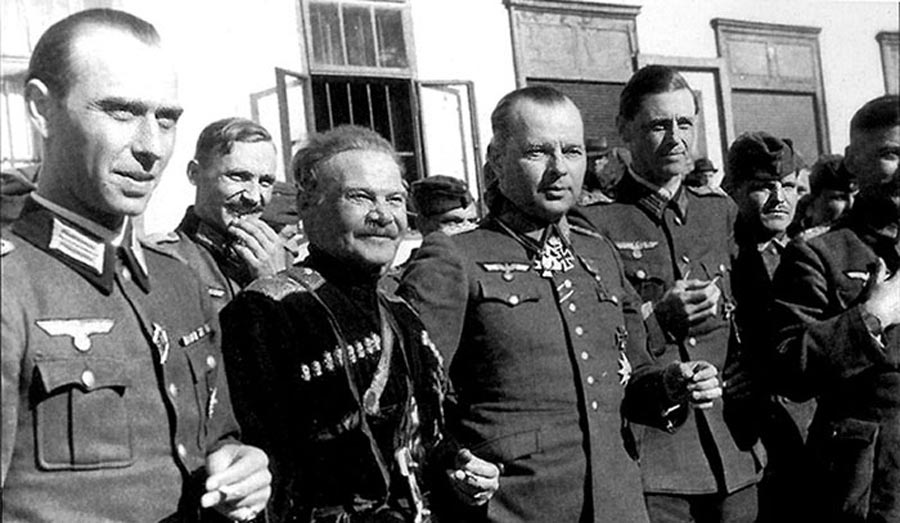
Setkání generála Pannwitze, (třetí zleva v popředí) s důstojníky XV. kozáckého jezdeckého sboru. Vedle něj v kozáckém (druhý zleva v popředí) Andrej Grigorjevič Škuro (rok 1943).

Do druhé světové války von Pannwitz vstoupil v roce 1939 v hodnosti majora jako velitel průzkumného praporu 45. pěší divize, která se zúčastnila tažení do Polska. V roce 1940 bojoval také v bitvě o Francii a v jejím průběhu byl povýšen na podplukovníka.
V červnu 1941 se v rámci operace Barbarossa vyznamenla při útoku na pevnost Brest, kde pod jeho vedením byla obsazena její část. Dne 4. září 1941 získal Rytířský kříž Železného kříže. Následně byl 1. prosince 1941 převelen do OKH, kde působil jako referent pro metodiku použití jezdectva v moderní válce.
V roce 1942 byl povýšen do hodnosti plukovníka a působil jako inspektor jízdních jednotek na východní frontě. V říjnu 1942 byl převelen na velitelství skupiny armád Jih, kde dostal za úkol organizovat vzniklé kozácké jednotky ze sovětských občanů bojujících na německé straně.
V roce 1942 také přidal dubové ratolesti k Železnému kříži za úspěšnou operaci na jižním křídle v bitvě o Stalingrad, které mu byly předány osobně Hitlerem 15. ledna 1943. Vyznamenání obdržel za velení kombinované jednotce v rámci 4. tankové armády složené z kozáků, hiwi, Kavkazanů a Rumunů při odražení sovětského náporu v oblasti Kotelnikova. Za tuto akci obdržel také rumunský Řád Michala Chrabrého. Poté byl přemístěn na Krym, kde velel až do března 1943 kozácké formaci Feodosija. V řadách kozáků se těšil značnému uznání, neboť mluvil rusky a navštěvoval ruské pravoslavné mše.
Porážky na východní frontě donutily německé nejvyšší vedení přehodnotit zamítavý postoj k použití kozáckých jednotek v řadách wehrmachtu. V listopadu 1942 von Pannwitz obdržel souhlas náčelníka štábu pozemního vojska Kurta Zeitzlera k vytvoření kozácké jednotky. Dne 22. ledna 1943 byl pověřen zformováním kozácké divize wehrmachtu, které bylo ukončeno 1. července 1943. Von Pannwitz se stal jejím velitelem v hodnosti generálmajor, do které byl povýšen 1. června 1943. Divize byla vytvořena z existujících kozáckých útvarů přidělených k německým vojenským jednotkám.
V říjnu 1943 byla divize pod jeho velením přesunuta do Chorvatska, kde se zúčastnila bojů proti titovským partyzánům. Za tyto bitvy byl vyznamenán Řádem koruny krále Zvonimíra 1. třídy s hvězdou a meči. Jeho vojáci se ve spolupráci s ustašovskými jednotkami na území Chorvatska v rámci taktiky spálené země dopuštěli válečných zločinů, a proto von Pannwitz vydal 20. října 1943 rozkaz, aby v případě nalezení viníků byli tito potrestáni smrtí.
1. dubna 1944 byl povýšen na generálporučíka. V prosinci 1944 kozáci pod jeho velením bojovali proti sovětské armádě v oblasti města Virovitica na březích řeky Drávy. Vojska pod jeho velením prokázala vysoké bojové kvality. Dne 26. prosince 1944 obsadila 2. brigáda 1. kozácké divize za podpory jednotek 1. chorvatské úderné divize vesnici Pitomača a uštědřila porážku sovětské armádě.
Ve zbývajících dnech prosince 1944 a ledna 1945 podnikla Pannwitzova divize společně s jednotkami ustašovské domobrany řadu pokusů o dobytí městečka Virovitica a likvidaci sovětského předmostí na pravém břehu řeky Drávy. Tato operace se zdařila vstupem jeho jednotek do města 10. února 1945.
Již od poloviny roku 1944 byly prováděny pokusy o převod kozáckých jednotek pod velení Zbraní SS. Dne 26. srpna 1944 se uskutečnilo jednání mezi von Pannwitzem a Himmlerem, na kterém bylo dohodnuto přeřazení jeho jednotek. Velitelské hodnosti a struktura zůstala stejná jako u wehrmachtu, SS se starala o zásobování a vybavení jednotek. Vlastní převod se měl realizovat v roce 1945. Rozkazem z 25. února 1945 byla divize přejmenována na XV. kozácký jezdecký sbor Zbraní SS, u kterých získal hodnost SS-Obergruppenführer. Na kozáckém kongresu ve Virovitici 29. března 1945, na kterém ho zastupoval Ivan Nikitič Kononov, byl zvolen nejvyšším pochodovým atamanem Kozáckého stanu a všech kozáckých armád, což byla čest udělována pouze ruským carům. Na tomto kongresu byl také dohodnut přechod XV. kozácké jizdní divize do svazku ozbrojených sil KONR. Převod ze Zbraní SS pod velení KONR byl proveden k 20. dubnu 1945.
Na konci války byl sbor o síle 20 000 mužů v přední linii obrany proti jugoslávským a bulharským jednotkám na jižním břehu řeky Drávy. Na začátku května 1945 vydal von Pannwitz rozkaz ke stažení do oblasti Ludbreg - Varaždín. Aby zabránil zajetí svých kozáků jugoslávskými partyzány, kteří chtěli pomstít represálie páchané jeho jednotkami, zorganizoval stažení sboru do britské okupační zóny v Korutanech. Po překonání horských průsmyků a odražení pokusů partyzánů jejich ústup překazit se dostal 9. května 1945 do kontaktu s britskou 11. obrněnou divizí.

## Zatčení a soud
11. května 1945 byl Helmut von Pannwitz zajat britskou armádou. SSSR a Jugoslávie požadovaly jeho vydání jako válečného zločince. Britská vojenská správa ho následně vydala Sovětům s celým velitelstvím divize v posledních dnech května 1945. Toto předání XV. kozáckého jezdeckého sboru, jehož byl formálním velitelem, bylo porušením Haagské konvence. Navíc Von Pannwitz jako německý občan nepodléhal podle Jaltské dohody vydání do SSSR, které se týkalo jen sovětských občanů. Možnost nebýt vydán 26. května 1945 odmítl využít a sdílel osud se svými vojáky. Své rozhodnutí údajně zdůvodnil takto:
| „                                      | Sdílel jsem šťastné časy se svými kozáky, zůstanu s nimi i v neštěstí. | “ |
| — Helmut von Pannwitz, 26. května 1945 |                                                                        |   |

Spolu s ním byla vydána do SSSR i řada dalších německých důstojníků. Část divize vedená Kononovem byla zajata americkou armádou, která je do SSSR nevydala.
Souzen byl v Moskvě před Vojenským kolegiem Nejvyššího soudu SSSR za obvinění podle článku 1 dekretu Prezídia Nejvyššího sovětu z 19. dubna 1943, O výměře trestů pro německo-fašistické zločince vinné z vražd, mučení sovětského civilního obyvatelstva a zajatých rudoarmějců, pro špióny, zrádce vlasti z řad sovětských občanů a pro jejich pomocníky.
V rámci své výpovědi ze dne 12. ledna 1947 o válečných zločinech uvedl, že na území Chorvatska postupoval v souladu s oběžníkem SS-Obergruppenführera Bach-Zelewského, který stanovoval pravidla a postup pro vedení protipartyzánských operací. Oběžník podle něj zdůrazňoval, že partyzánská válka je v rozporu s mezinárodním právem a šéf protipartyzánské jednotky má právo dle vlastního uvážení rozhodovat o osudu a majetku partyzánů nebo osob, které jim pomáhaly. Podle historika Kirila Michailoviče Aleksandrova však mohla být von Pannwitzova přiznání k těmto zločinům sovětskými orgány získána mučením. Jeho výpovědi však potvrzují i dokumenty z archívu Bundeswehru, které obsahují doklady o spáchání válečných zločinů jeho vojáky.

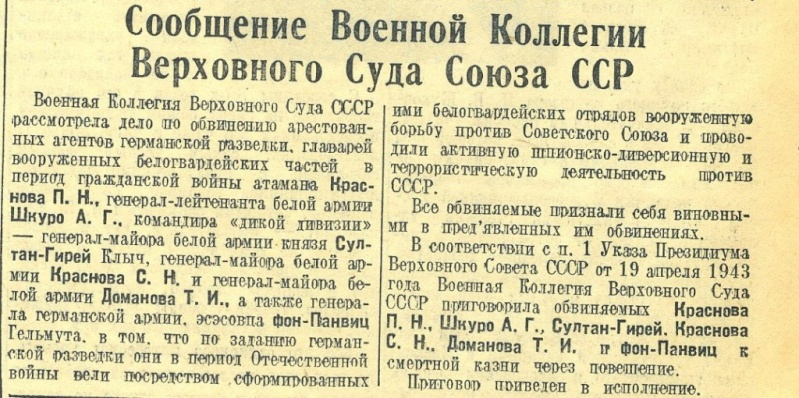
Zpráva deníku Pravda o jeho procesu a odsouzení.

Byl souzen v procesu spolu s Krasnovem P. N., Škurem, Krasnovem S.N., Domanovem a Girejem-Kličem. Byl uznán vinným z válečných zločinů a odsouzen k trestu smrti oběšením. Rozsudek byl vykonán 16. ledna 1947 v moskevské věznici Lubjanka. Pohřben byl v tentýž den ve 20.45 na hřbitově Donského kláštera. Informace o rozsudku a vykonání popravy byla uveřejněna v deníku Pravda dne 17. ledna 1947, viz obrázek.

## Rehabilitace a její zrušení
23. dubna 1996 členové jeho rodiny požádali o rehabilitaci. Helmut von Pannwitz byl rehabilitován podle zákona Ruské federeace o obětech politických represí. Doklad o rehabilitaci je datován 17. července 1996. Rehabilitaci provedla Hlavní vojenská prokuratura Ruské federace.
Rehabilitaci však v roce 2001 zrušil ruský soud s tím, že rozhodnutí nepříslušelo vojenské prokuratuře a obnovil rozsudek nad von Pannwitzem jako válečným zločincem. Podle ruské wikipedie však dne 28. června 2001 vydala sama prokuratura usnesení, ve kterém dospěla k závěru, že von Pannwitz byl za zločiny, které spáchal, oprávněně odsouzen a nepodléhá rehabilitaci. Zároveň prohlásila, že dříve vydané osvědčení o rehabilitaci von Pannwitze nemá žádnou právní platnost.
V roce 1998 byl v Moskvě postaven památník u Kostela všech svatých u stanice metra Sokol, který byl věnován Pannwitzovi, Škurovi, Krasnovovi, Girej-Kličovi, Domanovovi a dalším kozákům s nápisem "padlým pro víru a vlast". V noci z 8. na 9. května 2007 byl tento památník poničen. V roce 2014 byl původní nápis nahrazen textem "Kozákům, kteří padli za víru, cara a vlast".